# Mads Christiansen
Mads Christiansen (Næstved, 1986. május 3. –) olimpiai bajnok dán válogatott kézilabdázó, jelenleg a német SC Magdeburg játékosa.

## Pályafutása
Christiansen fontos tagja volt már a dán utánpótlásválogatottaknak is 2003–2007 között, összesen 75 mérkőzésen lépett pályára és ezeken 289 gólt szerzett. A felnőtt dán válogatottban 2007-ben mutatkozhatott be, első világversenye a 2011-es világbajnokság volt, amelyen ezüstérmet szerzett a nemzeti csapat tagjaként. 2012-ben Európa-bajnok lett, két évvel később a Dániában rendezett kontintensviadalon pedig ezüstérmet szerzett. 2016-ban Rioban pályára lépett a dán csapat tagjaként, amely megnyerte a tornát. Az olimpiai győzelem után lemondta a válogatottságot. 117 alkalommal lépett pályára a nemzeti csapatban, ezeken összesen 257 gólt szerzett.

## Sikerei
- Olimpia győztese: 2016
- Világbajnokság ezüstérmese: 2011
- Európa-bajnokság győztese: 2012
  - Ezüstérmes: 2014